# Duhem-Quine-These
Die Duhem-Quine-These (auch Quine-Duhem-These, Holismus-These) behauptet die Unterbestimmtheit einer Theorie durch Beobachtungsdaten. Demnach besteht eine Theorie aus vielen miteinander verknüpften Aussagen, die zusammen ein möglichst kohärentes Ganzes bilden.
Dementsprechend kann einerseits eine Theorie nicht durch einzelne empirische Beobachtungen und Experimente verifiziert oder falsifiziert werden – es stehen immer eine Reihe weiterer Theorien mit zur Debatte. Andererseits haben erkenntnistheoretische Subjekte stets mehrere Möglichkeiten, wenn eine Beobachtung im Widerspruch zu einer bestimmten Theorie steht, diese Theorie so zu verändern, dass sie wieder mit den Beobachtungen übereinstimmt.
Ihr Name leitet sich ab von Pierre Duhem, der sie zuerst für physikalische Theorien formulierte, und von Willard Van Orman Quine, der sie in seinem Aufsatz Zwei Dogmen des Empirismus verallgemeinerte. Dort behauptet er, dass

„[…] unsere Behauptungen über die Außenwelt nicht einzeln[,] sondern im Verbund vor dem Tribunal der Sinneserfahrungen stehen.“

Otto Neurath begründete die Duhem-Quine-These mit und ist ein weiterer Vertreter des Holismus.
Die Duhem-Quine-These kritisiert sowohl den Versuch der Bestätigung als auch die Falsifikation einzelner Gesetzeshypothesen als zu kurz greifend.
Die Duhem-Quine-These wird auch im Zusammenhang mit dem Gödelschen Unvollständigkeitssatz von 1931 gesehen, der besagt, dass eine vollständige Axiomatisierung komplexer Theorien im Sinne des Hilbertprogramms unmöglich ist.

### Videos
- Kurz: Die Duhem-Quine-These und wissenschaftlicher Holismus (Wissenschaftstheorie), gap: Die Gesellschaft für Analytische Philosophie, 2017 auf YouTube
- 4d - Erkenntnistheorie (2020) - Die Duhem-Quine-These, Dominik Finkelde - Hochschule f. Philosophie, 2020 auf YouTube